# Kalanchoe longiflora
Kalanchoe longiflora és una espècie de planta suculenta del gènere Kalanchoe, de la família de les Crassulaceae.

## Descripció
És un arbust suculent poc conegut, amb atractiu fullatge multicolor i flors grogues de tardor a hivern. Un arbust dispers de fins a 40 cm d'alçada amb branques que s'estenen al llarg del terra amb les puntes creixent cap amunt (decumbent).
Les arrels són fibroses. Les branques són quadrangulars i carnoses però llenyoses cap a la base de la planta.
Les fulles són carnoses i tenen forma de petxina, la punta de la fulla és arrodonida i té les dents arrodonides i la base té forma de falca, de 40 a 80 mm de llarg i de 30 a 80 mm d'ample. Són d'un atractiu color d'un gris verd blavós, cobertes d'una pruïna cerosa, i les vores i les fulles més velles són de color rosat a marró vermellós.
Les flors són grogues i formades per quatre pètals fusionats en un tub allargat de 11 a 14 mm de llargada, amb lòbuls estretament triangulars de 2 a 3 mm de llargada. Les flors es disposen en una inflorescència arrodonida i poc ramificada.
Kalanchoe longiflora es pot confondre amb la K. sexangularis, que estan molt relacionades, però es pot distingir per les seves tiges de quatre angles, fulles amb forma de petxina de color gris, i té un tub de corol·la més llarg: les tiges de K. sexangularis són de forma cilíndrica a irregulars, i el tub de la seva corol·la fa de 7 a 10 mm de llarg.
La varietat Kalanchoe longiflora var. coccinea  Marnier-Lapostolle (1954) és sinònim de K. sexangularis N.E.Brown (1913)

## Distribució
Planta endèmica de la província KwaZulu-Natal, Sud-àfrica. Es troba en uns pocs punts de la conca central del Tugela, des de Tugela Ferry fins a Muden. Creix en les parets de les roques i als vessants de pissarres, a 800-1700m d'altitud.

## Estat de conservació
Vulnerable. Kalanchoe longiflora és rara i poc coneguda. Actualment es coneix en menys de cinc llocs propers a zones densament poblades que danyen i degraden les àrees naturals circumdants a causa d'activitats com el pasturatge, el pas de la gent i l'agricultura. Tanmateix, el fet que aquesta espècie prefereixi els llocs rocosos, la protegeix de la majoria dels danys causats pels humans. La seva població és estable.

## Taxonomia
Kalanchoe longiflora Schltr. ex J.M. Wood va ser descrita per Friedrich Richard Rudolf Schlechter (Schltr.) i publicada a Natal Plants 4: t. 320. 1903.

### Etimologia
Kalanchoe: nom genèric que deriva de la paraula cantonesa "Kalan Chauhuy", 伽藍菜 que significa 'allò que cau i creix'.
longiflora: epítet llatí que significa 'de flor llarga'.